# Дункан, Артур
Литтл Артур Дункан (англ. Little Arthur Duncan; 5 февраля 1934, Индианола, Миссисипи, США — 20 августа 2008, Нортлейк, Иллинойс, США) — американский блюзовый харпер, вокалист и автор песен. Номинант Blues Music Awards в номинациях «Альбом-возвращение» (2001), «DVD» (2009) .

## Биография
Артур Дункан родился в Индианоле, Миссисипи в 1934 году, вырос на плантации Вудберн, там же, где вырос Би Би Кинг. В юности выучился играть на ударной установке. В 1950 году переехал сначала во Флориду, где познакомился с гитаристом Эрлом Хукером, с которым переехал в Чикаго. Там он познакомился с Литтл Уолтером, который его обучил играть на губной гармонике и Джимми Ридом. Вскоре он стал аккомпанировать на концертах Эрлу Хукеру, Джону Бриму, Флойду Джонсу и Хип Линкчейну. Стал известным на блюзовой сцене Чикаго как Литтл Артур Дункан, выступал в основном в Чикаго и его окрестностях, и получил местную известность: «несмотря на уникальный звук губной гармошки, который он получал, играя на басовых нотах справа, на протяжении десятилетий Дункан оставался малоизвестным за пределами чикагской сцены» . Также сформировал свою группу и выступал с ней в клубе Back Scratcher Social Club, которым управлял. В 1960-х и 1970-х годах работал на стройке, поэтому выступал лишь по вечерам. В 1980-х клуб закрылся, и Артур Дункан вплотную занялся музыкальной карьерой . 
В 1989 году Дункан записал свой дебютный альбом Bad Reputation, который был выпущен лишь на кассете на лейбле Blues King. Четыре песни с этого альбома позже появились на сборнике Blues Across America: The Chicago Scene. С начала 1990-х ввиду проблем с зубами не выступал . В 1999 году Дункан, вылечив зубы, записался на Delmark Records, которая выпустила альбом Singin' with the Sun. В 2001 году этот альбом был номинирован на премию Blues Music Awards в номинации «Альбом-возвращение». 
Его последней записью стал Live at Rosa's Blues Lounge, концертный альбом, записанный в Чикаго в августе 2007 года. Один музыкальный журналист отметил, что «энергичные, решительные исполнения «Pretty Thing» Джимми Рида, «No Place to Go» Хаулина Вулфа и двух любимых песен Вилли Диксона («Young Fashioned Ways» и «Little Red Rooster») не оставляют сомнений в том, что Дункан живет и дышит электрическим чикагским блюзом». DVD с выступлением Дункана, выпущенном на этом альбоме, в 2009 году был номинирован на Blues Music Awards в номинации «DVD». Однако последовавшая за выходом альбома длительная болезнь и госпитализация помешали Дункану развить этот успех.
Дункан умер в Нортлейке, штат Иллинойс, в августе 2008 года от осложнений после операции на головном мозге ввиду инсульта в возрасте 74 лет 
«Его игра на гармошке никогда не была захватывающей или ослепительной, как у Литтл или Биг Уолтера, но была ближе к простым, приземлённым стилям Джимми Рида и Хаулина Вулфа. Однако его игра в третьей позиции, и хроматическая игра были настолько простыми, прямыми и смелыми, что эффект был сокрушительным» .
«…музыка Артура никогда не была о лоске и гладкости — это о хорошем времени, глубоком блюзовом чувстве и, прежде всего, сильном груве. как это всегда было» . 
«В Литтл Артуре Дункане и в манере, в которой он исполняет чикагский блюз, есть что-то совершенно честное» 

## Дискография

### Альбомы
| Год  | Название                    | Лейбл                 |
| ---- | --------------------------- | --------------------- |
| 1989 | Bad Reputation              | Blues King Records    |
| 1999 | Singin' with the Sun        | Delmark Records       |
| 2000 | Live in Chicago             | Random Chance Records |
| 2007 | Live at Rosa's Blues Lounge | Delmark Records       |

### Сборники
| Год  | Название                                | Лейбл              | Примечания                                                 |
| ---- | --------------------------------------- | ------------------ | ---------------------------------------------------------- |
| 1998 | Blues Across America: The Chicago Scene | Cannonball Records | с Детройт Джуниором, Марком Хаммелом и Робертом Планкеттом |
| 2002 | Harmonica Blues Orgy                    | Delmark Records    | с Вилли Смитом, Мартином Лангом и Easy Baby                |